# Il giglio selvatico
Il giglio selvatico (M'Liss) è un film muto del 1918 diretto da Marshall Neilan. Remake di una precedente versione del 1915, M'Liss, diretta d O.A.C. Lund.
M'liss è un modo gergale per il nome Melissa: il soggetto del film è tratto dal racconto M'liss: An Idyll of Red Mountain di Bret Harte apparso in Stories of the Sierras (o ''M'liss, in Golden Era, pubblicato a San Francisco nel 1863).

## Trama
Nella cittadina mineraria di Red Gulch, nell'High Sierra, 'Bummer' ha perso tutti i suoi averi. Sua figlia M'Liss, il solo sostegno che resta al vecchio Bummer, cerca di derubare Yuba Bill, il conducente della diligenza. Ma quest'ultimo resta affascinato dalla fanciulla e non la denuncia.
Jonathan, il ricco fratello del minatore, muore nella sua casa di San Francisco, lasciando in eredità a Clara e a suo fratello Jim 500 dollari ciascuno. Jim è infuriato per l'esiguità del lascito. Anche Clara, che ha fatto l'infermiera al vecchio malato per tre anni, è furibonda, dato che si aspettava di ricevere una ben diversa e più consistente eredità.
A Red Gulch Charles Gray, il maestro di scuola, insiste perché M'Liss frequenti le sue lezioni. Ma la ragazza sembra poco interessata all'istruzione. Finisce, però, per cedere recandosi a scuola. Solo per farsene espellere poco dopo. Comunque anche Charles, come tutti, è deliziato dalla grazia e dal coraggio di M'Liss nell'affrontare le difficoltà della vita.
Il maestro sarà l'ultimo a vedere il vecchio Bummer vivo: questi, infatti, poco tempo dopo viene trovato ucciso con una pugnalata. Lo sceriffo, sospettando che l'assassino possa essere Charles, lo arresta. Ma M'Liss non riesce a convincersi che il maestro sia l'omicida di Blummer. È l'unica a crederlo innocente anche quando comincia il processo a suo carico.
In paese arriva Clara che dichiara di essere venuta a trovare Blummer, suo marito. Scopre così di esserne la vedova. Ma M'Liss non le crede, né crede che quella possa essere sua madre. Al processo, Charles è condannato a sessant'anni di carcere. M'Liss, allora, lo aiuta a fuggire. Gli inseguitori, cercando di riprenderli, si mettono sulle tracce del fuggitivo senza accorgersi che stanno seguendo la persona sbagliata. Quando sparano all'uomo inseguito, infatti, colpiscono Jim. È il momento della verità: sono stati Jim e l'aiuto sceriffo a uccidere Blummer per impossessarsi dell'eredità di suo fratello Jonathan.
M'Liss può andare a cercare Charles che è finalmente libero.

## Produzione
Il film fu prodotto dalla Pickford Film.

## Distribuzione
Il copyright del film, richiesto dalla Famous Players-Lasky Corp., fu registrato il 18 aprile 1918 con il numero LP12321.
Distribuito dalla Paramount Pictures (con il nome Artcraft Pictures Corporation), il film uscì nelle sale cinematografiche statunitensi il 5 maggio 1918 (o 13 maggio). In Italia uscì nel 1922.
Copie della pellicola sono conservate negli archivi del Mary Pickford Institute for Film Education nel George Eastman House di Rochester, in quelli della Library of Congress di Washington, e in quelli dell'UCLA.
Il 3 maggio 2005, il film è stato distribuito in DVD (NTSC) dalla Milestone Film and Video insieme a un altro film di Mary Pickford, Heart o' the Hills.

## Versioni cinematografiche
Dal romanzo di Bret Harte sono state tratte diverse versioni cinematografiche fin dal 1915:
- M'Liss, regia di O.A.C. Lund (1915)
- M'Liss, regia  di Marshall Neilan (1918)
- The Girl Who Ran Wild, regia  di Rupert Julian (1922)
- M'Liss, regia  di George Nichols Jr. (1936)